# Beyond Good & Evil 2
Beyond Good and Evil 2 es un próximo videojuego de acción-aventura en desarrollo por Ubisoft Montpellier y publicado por Ubisoft. Es una precuela de Beyond Good & Evil, publicado en 2003. Su desarrollo se caracterizó en los medios de comunicación por la incertidumbre, la duda y los rumores sobre el futuro del juego. Beyond Good and Evil 2 fue anunciado oficialmente en un evento de Ubisoft en el año 2008, sin embargo no se supo ninguna fecha de lanzamiento o se revelaron detalles en profundidad más allá de trailers acotados. Luego de años de silencio, el videojuego finalmente reapareció en el E3 2017 de la mano de Michel Ancel, revelando cambios y una gran ambición respecto a lo mostrado previamente, aunque aún no se ha revelado ninguna información acerca del lanzamiento o plataformas objetivo.

## Jugabilidad
Beyond Good & Evil 2 es un videojuego de acción-aventura ambientado en un entorno de mundo abierto y jugado desde una perspectiva en tercera persona que tiene lugar unas cuantas generaciones antes de los eventos de Beyond Good & Evil. Tiene elementos más tradicionales en comparación con el primer juego; el jugador generará un personaje que iniciará el juego "en el fondo mismo del sistema social". El personaje puede ser masculino o femenino. A medida que el jugador completa varias tareas, mejorará en varios atributos, y ganará naves espaciales y miembros de la tripulación que también pueden mejorar con el tiempo. El jugador visitará planetas que tienen sus propias sociedades, y al completar tareas en estos planetas, ganará nuevas tecnologías u otras facetas para mejorar su nave espacial. Su director, Michel Ancel, dijo que anticipan que habrá un elemento narrativo que incluye eventos fijos de la historia, así como eventos basados en las decisiones que el jugador había tomado en la exploración de planetas.
El juego tendrá soporte para jugadores ya sea en modo solitario y cooperativo; incluso como jugador individual, el jugador puede participar en un universo compartido, con algunos eventos que afectan a todos los jugadores al mismo tiempo.

## Desarrollo
Beyond Good and Evil 2 ha languidecido durante varios años, y se considera que ha estado en el infierno del desarrollo. 
El juego original Beyond Good & Evil, lanzado en 2003, fue elogiado críticamente y ganó un seguimiento de culto, pero fue considerado un fracaso comercial. Ancel explicó que al escribir el universo del juego, se dio cuenta de que era más grande de lo que prácticamente podía incluir dentro de un solo juego, y por lo tanto anticipó que el juego sería el primero de una trilogía de obras. Sin embargo, las ventas pobres de este juego dejaron a su editor Ubisoft renuente a invertir en una secuela.
Los rumores sobre una secuela comenzaron a circular alrededor de 2007, comenzando con una entrevista a Ancel en la que decía que estaba trabajando en un nuevo proyecto que era muy personal para él, y mencionaba sus esperanzas de reutilizar a Jade, el personaje-jugador de "Beyond Good & Evil", en un proyecto futuro sin cambiar su personalidad. Ancel dijo en una entrevista en mayo de 2008 con la revista francesa Jeuxvideo.fr que la secuela de Beyond Good & Evil había estado en preproducción durante un año, pero aún no había sido aprobada por Ubisoft. Más tarde ese mismo mes, como parte de su evento "Ubidays", Ubisoft lanzó un tráiler del siguiente proyecto de Ancel y su estudio Ubisoft Montpellier, que había trabajado en Beyond Good & Evil. El tráiler utilizaba los recursos musicales de Beyond Good & Evil y mostraba personajes que parecían ser Jade y Pey'j del original Beyond Good & Evil. Ubisoft reportó que el tráiler había sido grabado dentro de las capacidades del motor de videojuego, mostrando gráficos de alta resolución representativos de las videoconsolas de séptima generación. Un segundo tráiler filtrado apareció para el juego en Internet alrededor de mayo de 2009, mostrando a un personaje que parecía ser Jade corriendo por una calle llena de gente. El tráiler fue confirmado como auténtico por Ancel, mientras que Ubisoft negó que lo hubieran publicado a propósito.
Desde estos tráileres, hasta 2016, el estado del programa con Beyond Good and Evil 2 no estaba claro, con declaraciones contradictorias hechas tanto por Ubisoft como por Ancel. Mientras que Ancel y Ubisoft informaron varias veces que el juego aún estaba en desarrollo, circulaban rumores de que Ubisoft había puesto el juego en espera, que Ubisoft aún no había anunciado oficialmente el título y que, por lo tanto, la producción no se había iniciado oficialmente, y que Ancel había dejado Ubisoft Montpellier, En 2016, Ancel afirmó que habían dejado de trabajar en Beyond Good & Evil 2 para desarrollar Rayman Legends. (2013) que les permitió producir herramientas que les ayudarían con la producción de Beyond Good and Evil 2; una vez terminado el trabajo para Rayman Legends, volvieron a la secuela de Beyond Good & Evil. Más tarde Ubisoft notó que con el tiempo de Ancel se dividió entre Beyond Good & Evil 2 y Wild, un título desarrollado por los estudios Wild Sheep Studios de Ancel en las afueras de Ubisoft.
A finales de 2016, Ancel utilizó los medios de comunicación social para publicar imágenes del juego, que mostraban a un Pey'j más joven, insinuando que Beyond Good & Evil 2 podría ser una precuela. Ubisoft poco después anunció oficialmente el juego. Ubisoft mostró el primer nuevo tráiler de Beyond Good & Evil 2 durante su conferencia en el E3 2017 y fue anunciado como precuela del primer juego. Durante el E3 2017, Ancel confirmó que los tráileres de 2008 y 2009 eran de un trabajo inicial como secuela narrativa de Beyond Good & Evil, pero durante el desarrollo optaron por cambiar de dirección y convertirlo en una precuela, por lo que el trabajo mostrado anteriormente era de un juego efectivamente diferente. No se han anunciado las plataformas de lanzamiento. Había habido rumores de que habría sido lanzado como una exclusiva cronometrada para el Nintendo Switch (bajo su nombre en clave NX) en el año anterior, pero Ancel confirmó que este no era el caso. El "Space Monkey Program" lista el juego para Microsoft Windows, PlayStation 4 y Xbox One, sin embargo Michel Ancel declaró que las plataformas aún no han sido anunciadas, y que el listado fue debido a un error. Ancel le dijo más tarde a Kotaku que el juego está diseñado para funcionar en muchas plataformas.

### Desarrollo del juego
El CEO de Ubisoft, Yves Guillemot, afirmó que "Beyond Good & Evil 2" será más accesible para la nueva generación de jugadores, en un esfuerzo por asegurar que la secuela no sufra el mismo fracaso comercial que el original. Guillemot aclaró esa declaración más tarde, diciendo que no tienen la intención de hacer el juego más casual orientado a los jugadores.
Un elemento central del juego es la capacidad de explorar varios planetas diferentes a través de viajes espaciales. Para ello, Ancel y el equipo de Ubisoft Montpellier empezaron a construir una herramienta de simulación del sistema solar unos tres años antes de la revelación del E3 2017. Esta herramienta utiliza una combinación de elementos diseñados y generación procedimental para ensamblar esos elementos para un planeta dado. Justo antes del E3 2017, completan el trabajo preliminar de la herramienta para poder empezar a construir el resto del juego a su alrededor; Ancel consideró que estaban solo en el "día cero" para el desarrollo del juego.

### Música
El compositor Christophe Héral, autor de la música del juego original, regresará para "Beyond Good & Evil 2".

## Premisa
En una entrevista con la revista Jeux Vidéo, Michel Ancel declaró:

"Beyond Good and Evil 2 estará en continuidad con el primer juego, con una gran variedad de niveles, mucha emoción en el juego y personajes que nos importan. Esta vez se trata del futuro del planeta y de la relación con los animales..."

El 3 de abril, Eurogamer.net publicó una entrevista traducida con Ancel hablando de las inspiraciones detrás de "Beyond Good & Evil" y su secuela:

"Fue una mezcla de experiencias. Era un fantasma crear un juego de aventuras, un universo también. Era el juego que quería crear durante mucho tiempo. [...] Hubo muchas inspiraciones: el universo Miyazaki, mis propias inspiraciones, la política y los medios de comunicación; el tema del 11 de septiembre - el programa de CNN con mensajes del ejército y el clima de miedo. Y era una mezcla de otros universos".

También respondió a la pregunta de si el juego será o no una secuela directa del primer juego:

"¡Sí! Pero es mejor descubrirlo cuando lo juegas, ¡ja, ja! Pero está claro que queremos continuar la historia - no crearemos personajes, historia. La historia continúa y reaccionaremos a los acontecimientos importantes del primero".

Sin embargo, en junio de 2017, la directora de narrativa Gabrielle Shrager dijo que el juego sería una precuela de la acción que tendría lugar "alrededor de una generación antes de que naciera Jade". Ancel indicó que los personajes del juego anterior serán referenciados de alguna manera: "No se juega con ellos, pero están en el mundo, y son la clave para hacer de este mundo único... el ADN estará ahí."

Ancel también habló de que la secuela es más inmersiva y compleja que la original, en gran parte debido a las posibilidades de hardware de última generación, pero como resultado tardará más tiempo en desarrollarse.

"Conservaremos el espíritu del primer juego, pero la forma cambiará. Para [BG&E], queríamos crear un juego más cinematográfico, pero no teníamos la capacidad técnica para hacerlo. Así que lo simplificamos. Fue divertido, porque recuerdo que tuvimos que trabajar para Sony para demostrar lo original que era nuestro juego para conseguir el kit de desarrollo. Escribimos "BG&E" como si estuviéramos en una película. Después, entendimos que sería muy difícil alcanzar esa inmersión en esa consola! Pero ahora, con las consolas de última generación, creemos que es posible desarrollar el juego que pensamos para la primera. [...] Es muy difícil responder [cuando el juego va a ser lanzado]: hay un aspecto desconocido."